# 주간고속도로 제26호선
주간고속도로 제26호선(영어: Interstate 26, I-26)은 미국 중부 테네시주 킹즈포트(Kingsport)와 남동부 사우스캐롤라이나주 찰스턴(Charleston)을 연결하는 총 연장 562km의 고속도로이다. 26호선은 번호가 짝수임에 따라 동서노선이지만 대체적으로 북서쪽과 남동쪽을 이어 남북축 노선의 역할을 겸하고 있다. 특히 이 지역에서는 26호선과 비슷한 노선은 홀수번호를 부여하는데 26호선은 특이한 경우이다. 노스캐롤라이나주 마즈힐(Mars Hill)부터 애슈빌(Asheville)을 잇는 구간에서 일반 고속도로를 주간고속도로로 승격시키는 조건에 미달되어 개조공사가 이루어져야 하는데 노스캐롤라이나 주의 재정 악화로 인해 공사가 무기한 연장되었다. 따라서 이 구간은 아직 26호선으로 명명되지 않았다. 26호선을 버지니아주와 켄터키주로 연장시키는 노선은 제안되지 않았다.